# Karl Lichtenstein
Karl Lichtenstein (* 25. August 1816 in Zeil; † 11. Januar 1866 in Weingarten (Württemberg)) war ein römisch-katholischer Geistlicher, Pädagoge und Politiker.

## Leben
Lichtenstein besuchte nach dem Gymnasium in Rottweil die Universität Tübingen, an der er 1837 den Preis der katholisch-theologischen Fakultät erhielt und zum Dr. theol. promoviert wurde. 1839 wurde er zum Priester geweiht und anschließend Vikar in Weingarten und Stuttgart. Lichtenstein verweigerte den Treueeid auf den württembergischen König und wurde gegen seinen Willen Hofkaplan und Hofmeister bei den Söhnen des Fürsten Constantin von Waldburg-Zeil-Trauchburg. Als solcher bereiste er unter anderem Belgien und Frankreich und schloss viele einflussreiche Bekanntschaften. Einen Ruf als Professor an die neugegründete katholisch-theologische Fakultät der Universität Gießen lehnte er ab. 1849 gründete er in Neutrauchburg eine katholische Lehr- und Erziehungsanstalt, die in verhältnismäßig kurzer Zeit einen raschen Aufschwung nahm und Schüler aus dem Ausland so auch aus Spanien anzog. 1856 in Folge eines Zerwürfnisses mit dem Fürsten Zeil, dem Eigentümer der Gebäude der Anstalt und um Konkurrenz zur Jesuitenanstalt in Feldkirch zu vermeiden, wurde die Anstalt aufgehoben.
Lichtenstein ging nach der Schließung für zwei Jahre auf Reisen durch das europäische Ausland und anschließend zurück in den Priesterdienst. Entgegen seinen Plänen wurde er 1860 auf die Pfarrei Weingarten und zum Dekan berufen. 1862 wurde er als Landtagsabgeordneten für den Oberamtsbezirk Gmünd in die Zweite Kammer der Württembergischen Landstände gewählt.
Nachdem er 1865 bereits eine Operation überstanden hatte, starb er 1866 an Tuberkulose. Neben seinem politischen Wirken hat er vor allem in der Theologischen Quartalschrift veröffentlicht.

## Politische Positionen
Lichtenstein war Befürworter der Großdeutschen Lösung. Seine politischen Ansichten wiesen eine ausgeprägte katholische und österreichische Färbung auf. Er trat insbesondere für eine freie und unabhängige Kirche ein und sprach sich gegen Staatsbeeinflussungen aus, eine Trennung der Kirche vom Staat in Kauf nehmend. Außerdem befürwortete er unter anderem die Ehe zwischen Christen und Juden.